# FIG (企業)
FIG株式会社（英: Future Innovation Group, Inc.）は、大分県大分市に本社を置く日本の持株会社。モバイルクリエイト株式会社と株式会社石井工作研究所の共同株式移転によって設立された。

## 概要
モバイルクリエイトは、2002年の設立以来、タクシー関連機器の製造・販売や、沖縄本島内の路線バスの総合案内サイトバスなび沖縄の運営などを行い、2016年には、後工程向け半導体製造装置メーカーである石井工作研究所を連結子会社化した。
モバイルクリエイトと石井工作研究所は2018年6月1日に、同年7月2日付で両社の共同株式移転方式によって、FIG株式会社を設立することを発表。2018年7月2日付で持株会社となるFIG株式会社を設立し、モバイルクリエイトと石井工作製作所はFIGの完全子会社となった。

## 沿革
- 2017年8月10日 - モバイルクリエイトと石井工作研究所が、2018年7月を目処に経営統合を行うことを発表[2][3]。
- 2018年
  - 6月1日 - モバイルクリエイトと石井工作研究所が、同年7月2日付で持株会社となるFIG株式会社を設立することを発表[1]。
  - 7月2日 - 設立。同時に東京証券取引所1部並びに福岡証券取引所本則市場へ上場[4]。
  - 8月10日 - ゼンリンデータコムとの間で業務提携を行うことで合意[5]。

## グループ会社
- モバイルクリエイト株式会社
- 株式会社石井工作研究所
- 株式会社トラン
- ciRobotics株式会社
- 株式会社M.R.L
- 沖縄モバイルクリエイト株式会社
- Mobile Create USA, Inc.